# Sake Dean Mahomed

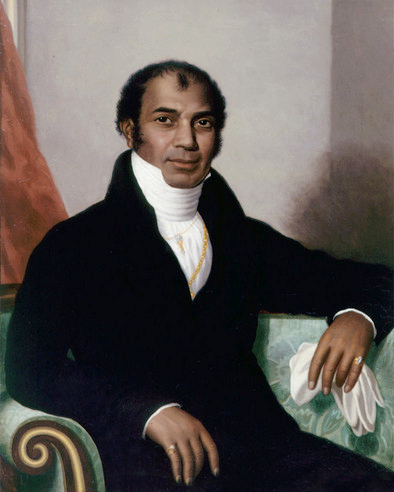
Sake Dean Mahomed (c. 1810)

Sake Dean Mahomed (Śekh Dīn Mahāmmad; * 1759 in Patna; † 24. Februar 1851) war ein Reisender und Autor, der in England als Unternehmer bzw. Therapeut berühmt wurde.
Er wuchs in Indien auf und schloss sich im Alter von 11 Jahren der Armee der British East India Company an. 1786 emigrierte er nach Cork in Irland, wo er 1794 sein Buch The Travels of Dean Mahomet veröffentlichte. Er war der erste indische Autor, der ein Buch in englischer Sprache veröffentlichte. Er ging nach London, wo er das erste indische Take-Away-Restaurant eröffnete, das aber erfolglos blieb. 1814 ging er mit seiner irischen Frau Jane nach Brighton, wo das Paar das erste shampooing vapour masseur bath eröffnete und somit den Begriff „Shampoo“ in England etablierte (abgeleitet vom indischen Champi, einer therapeutischen Kopfmassage). Er beschrieb die Behandlung in der örtlichen Presse als eine Art Türkisches Bad. Das Geschäft wurde sofort ein Erfolg, er wurde bekannt als „Dr. Brighton“ und bekam den Titel Shampooing Surgeon of The King verliehen. 1843 übergab er den Betrieb seinem Sohn Arthur.

## Werke
- The travels : of Dean Mahomet, a native of Patna in Bengal, through several parts of India, while in the service of the Honourable the East India Company. Written by himself, in a series of letters to a friend. In two volumes. ..; Cork, printed by J. Connor, 1794